# Захарчук Борис Іванович
Борис Іванович Захарчук (2 квітня 1955, Київ) — український науковець, історик, дипломат. Надзвичайний та Повноважний Посол України в Ліванській Республіці (2006-2009).

## Біографія
Народився 2 квітня 1955 року в Києві. У 1977 закінчив Київський педагогічний інститут, історичний факультет. Кандидат історичних наук (1988).
З 1977 по 1980 — працював вчителем історії в школі.
З 1980 по 1987 — працював старшим лаборантом кафедри історії, асистент кафедри історії, суспільствознавства і права Київського педагогічного інституту.
З 1987 по 1994 — молодший науковий співробітник, науковий співробітник відділу історії України Інституту історії України НАН України.
З 1994 — заступник постійного Представника України при відділенні ООН та міжнародних організацій в Женеві, Швейцарія.
З 30.03.2006 — 03.06.2009 — Надзвичайний та Повноважний Посол України в Ліванській Республіці.